# Joseph M. Martin

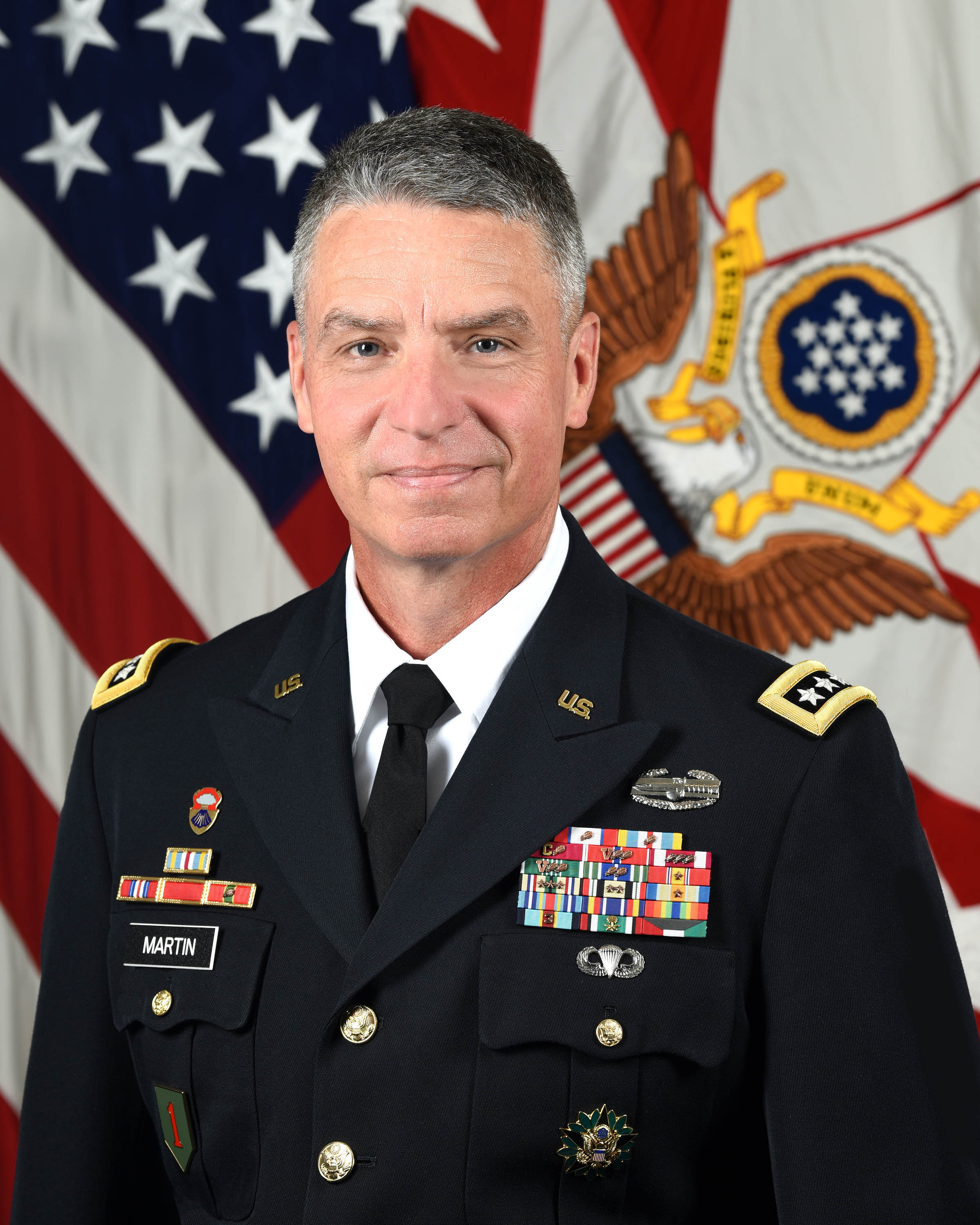
Joseph M. Martin (2019)

Joseph Matthew Martin (* 29. Dezember 1962 in Dearborn, Michigan) ist ein pensionierter General der United States Army. Er war unter anderem Kommandeur der 1. Infanteriedivision und der 37. Vice Chief of Staff of the Army.
Joseph Martin besuchte die Schulen seiner Heimat sowie von 1982 bis 1986 die United States Military Academy in West Point. Nach seiner Graduation wurde er als Leutnant in das Offizierskorps des US-Heeres aufgenommen und den Panzereinheiten zugeteilt. In der Armee durchlief er anschließend alle Offiziersränge vom Leutnant bis zum Vier-Sterne-General. Im Lauf seiner militärischen Karriere absolvierte Martin verschiedene Kurse und Schulungen. Dazu gehörten unter anderem der Armor Officer Advanced Course, das Command and General Staff College und das United States Army War College. Außerdem erhielt er einen akademischen Grad von der University of Louisville.
In den Jahren 1987 bis 1990 war er Stabsoffizier in einem Bataillon des 37. Panzerregiments, das der 1. Panzerdivision unterstand. Während des Zweiter Golfkriegs war er zeitweise als Kompanieführer eingesetzt. In den folgenden Jahren absolvierte er den für Offiziere in den entsprechenden Rangstufen üblichen Dienst in verschiedenen Einheiten und Standorten. Dazu gehörten auch Aufgaben als Stabsoffizier in verschiedenen Hauptquartieren. Während des Irakkriegs kommandierte er ein Bataillon des 67. Panzerregiments, das zur 4. Infanteriedivision gehörte.
Anschließend setzte er seine Offizierslaufbahn fort. Nach zwischenzeitlich anderen Verwendungen erhielt er das Kommando über die 2. Brigade der 1. Infanteriedivision, die in Fort Hood, dem heutigen Fort Cavazos in Texas, stationiert war. Mit dieser Brigade wurde er dann in den Irak verlegt. Danach kehrte er nach Fort Hood zurück, wo er Stabschef beim III. Korps wurde. Zwischen Juni 2012 und April 2013 kommandierte Martin das United States Army Operational Test Command. Anschließend leitete er bis 2015 die G3-Stabsabteilung für Operationen der 1. Kavalleriedivision. Es folgte eine Versetzung nach Fort Irwin in Kalifornien, wo er in den Jahren 2015 und 2016 als Nachfolger von Theodore D. Martin das dort ansässige National Training Center leitete.
Als Nächstes erhielt Joseph Martin das Kommando über die 1. Infanteriedivision, das er zwischen Oktober 2016 und Juni 2018 innehatte. Während dieser Zeit waren Teile der Division sowohl im Irak zur Unterstützung der dortigen Sicherheitskräfte als auch in Afghanistan eingesetzt. Im Jahr 2017 war die Division auch an der Operation Atlantic Resolve in Europa beteiligt.
Nach seiner Zeit als Divisionskommandeur wurde Martin zum Stab des Heeresamtes in Washington, D.C. versetzt, wo er Leiter einer Stabsabteilung war (Director of the Army Staff). Im Jahr 2019 wurde er zum Vice Chief of Staff of the Army ernannt. Damit war er stellvertretender Generalstabschef des US-Heeres. Er war der 37. Amtsinhaber und in dieser Funktion Nachfolger von James C. McConville. Joseph Martin bekleidete diese Position zwischen dem 26. Juli 2019 und dem 5. August 2022, als Randy A. George seine Nachfolge antrat. Gleichzeitig ging Martin in den Ruhestand.
Nach seiner Pensionierung wurde er für die Firma Valiant tätig.

## Orden und Auszeichnungen
Joseph Martin erhielt im Lauf seiner militärischen Laufbahn unter anderem folgende Auszeichnungen:
- Army Distinguished Service Medal
- Defense Superior Service Medal
- Legion of Merit
- Bronze Star Medal
- Meritorious Service Medal
- Army Commendation Medal
- Army Achievement Medal
- Joint Meritorious Unit Award
- Valorous Unit Award
- Meritorious Unit Commendation
- Superior Unit Award
- National Defense Service Medal
- Southwest Asia Service Medal
- Iraq Campaign Medal
- Inherent Resolve Campaign Medal
- Global War on Terrorism Expeditionary Medal
- Global War on Terrorism Service Medal
- Kuwait Liberation Medal (Saudi-Arabien)
- Kuwait Liberation Medal (Kuwait)